# 4280 Simonenko
4280 Simonenko eller 1985 PF2 är en asteroid i huvudbältet som upptäcktes den 13 augusti 1985 av den rysk-sovjetiske astronomen Nikolaj Tjernych vid Krims astrofysiska observatorium på Krim. Den har fått sitt namn efter astronomen Alla Nikolajevna Simonenko (1935–1984).
Asteroiden har en diameter på ungefär fem kilometer.